# 165 – Unreleased Joints Vol. 1
165 – Unreleased Joints Vol. 1 är ett musikalbum och mixtape av rapparna Houman, Ken Ring och resten av 165-kollektivet som släpptes 1999.

## Spårlista
| Spår | Låt Titel                   | Medverkande                      | Tid   |
| ---- | --------------------------- | -------------------------------- | ----- |
| 1    | Satisfaction                | Ken, Magro & Houman              | 03:16 |
| 2    | Jagad (Original)            | Ken                              | 01:45 |
| 3    | I'm Here To Represent       | Ken                              | 03:21 |
| 4    | Softa                       | Magro                            | 02:46 |
| 5    | Vissa                       | Ken & Petter                     | 03:35 |
| 6    | Vinden tog dom (Del 1)      | Ken & Houman                     | 02:47 |
| 7    | By Any Fucking Means        | Dalil                            | 03:40 |
| 8    | What Time Is It             | Magro                            | 04:09 |
| 9    | Time To Rumble              | Big Fred                         | 03:04 |
| 10   | 6 Years Of Tears (Original) | Ken                              | 05:05 |
| 11   | Breakthrough                | Houman & Magro                   | 03:46 |
| 12   | Most of the Time            | Big Fred, Magro, Ken & Houman    | 05:30 |
| 13   | Vinden har vänt (Del 2)     | Ken, Petter & Thomas Rusiak      | 03:31 |
| 14   | Down Like This              | Ken, Big Fred, Rob, Tito & Magro | 04:29 |
| 15   | I'm Not Sober               | Ken, Big Fred, Wolf & Magro      | 03:20 |